# Gilles Roussel

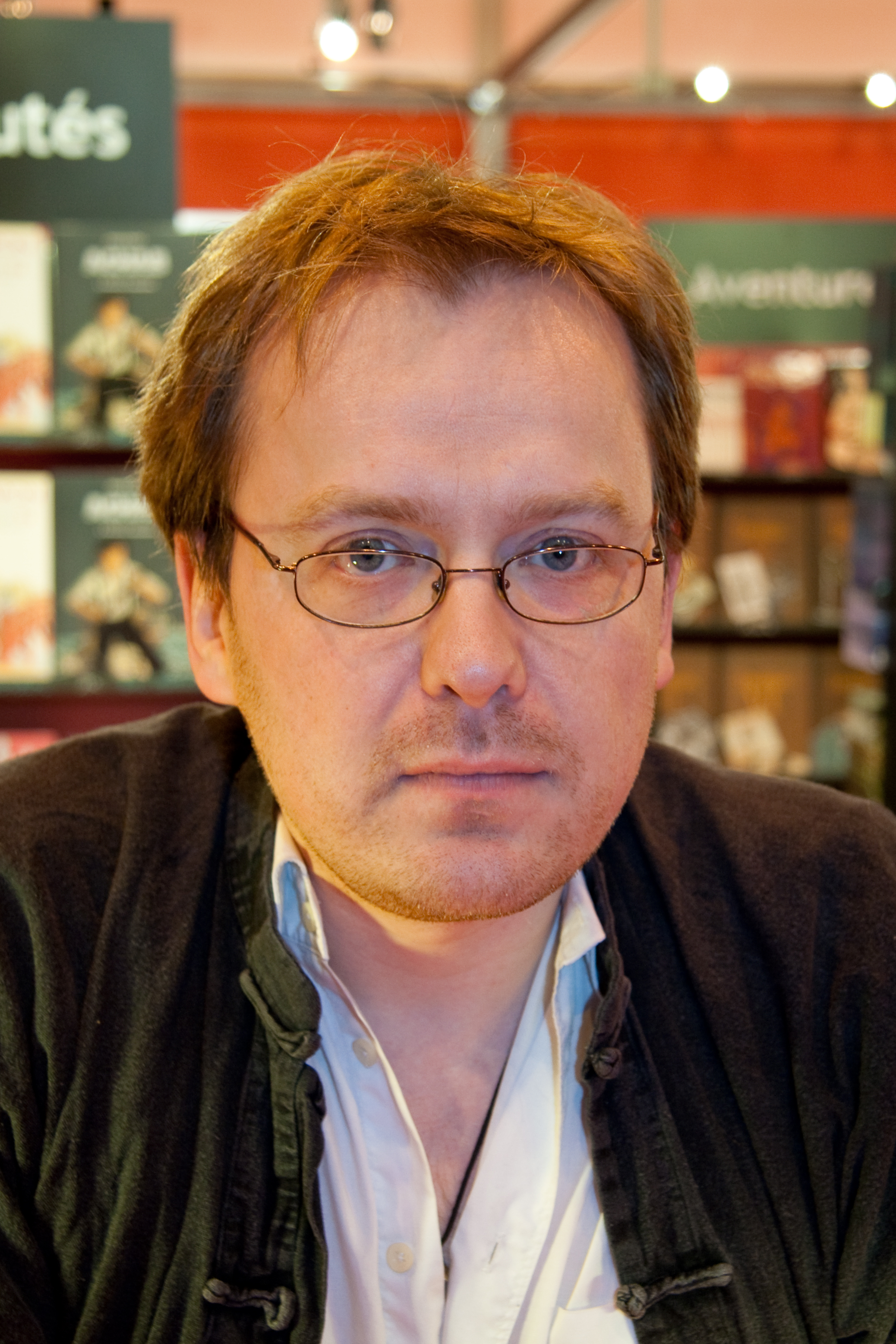
Gilles Roussel 2009

Gilles Roussel, alias Boulet, (* 1. Februar 1975 in Meaux, Frankreich) ist ein französischer Comicautor.

## Biographie
Nach einem Studium an den Kunsthochschulen von Dijon und Straßburg hatte Gilles Roussel seinen ersten Erfolg als Comic-Autor für die Zeitschrift Tchô!.  Außerdem zählt er zum festen Autorenstamm der Zeitschrift Titeuf.
2001 erschien seine erste Serie „Raghnarok“, gefolgt von La Rubrique scientifique, Le Miya und Womoks (zusammen mit Reno).
Seit 2004 veröffentlicht Boulet auch ein Comicblog, das täglich etwa 30.000 Besucher hat. 2006 baten Lewis Trondheim und Joann Sfar Boulet, zwei Episoden der Comicreihe Donjon zu zeichnen. Bei Trondheims Reihe Shampooing (verlegt von Delcourt) erscheinen auch die Abdrucke der Blogjahrgänge von Boulet unter dem Titel Notes in Buchform.
Gilles Roussel lebt in Paris.

## Bibliografie
- Raghnarok, Verlag: Glénat
  1. Dragon Junior, 2001 (ISBN 2-7234-3416-8)
  2. Fées et gestes, 2002 (ISBN 2-7234-3695-0)
  3. Terreurs de la nature, 2003 (ISBN 2-7234-4199-7)
  4. Légendes urbaines, 2005 (ISBN 2-7234-4679-4)
  5. Tempus fugit, 2007 (ISBN 978-2-7234-5404-9)
  6. Casus Belli, 2009 (ISBN 978-2-7234-6309-6)
- La Rubrique scientifique, Verlag: Glénat
  1. Band 1, 2002 (ISBN 2-7234-4006-0)
  2. Band 2, 2004 (ISBN 2-7234-4200-4)
  3. Band 3, 2005 (ISBN 2-7234-5094-5)
- Womoks, mit Reno, Verlag: Glénat
  1. Mutant suspends ton vol !, 2001 (ISBN 2-7234-3570-9)
  2. Le Croiseur s'amuse, 2002 (ISBN 2-7234-3776-0)
  3. Albon, les brutes et les truands, 2004 (ISBN 2-7234-4202-0)
- Le vœu de…, mit Nicolas Wild und Lucie Albon, Verlag: La Boîte à bulles
  1. Le vœu de Marc, 2005 (ISBN 2-84953-028-X)
  2. Le vœu de Simon, 2007 (ISBN 978-2-84953-042-9)
- Le Miya mit Reno und Libon, Verlag: Glénat, 2005 (ISBN 2-7234-5206-9)
- Donjon Zénith, mit Lewis Trondheim und Joann Sfar, Verlag: Delcourt
  - 5. Un mariage à part, 2006 (ISBN 2-84055-734-7)
  - 6. Retour en fanfare, 2007 (ISBN 978-2-7560-0596-6)
- Erik le viking, Szenario: Terry Jones, collection Fantasy, Verlag: Bragelonne, 2008 (ISBN 2-35294-234-9)
- Notes, collection Shampooing, Verlag: Delcourt
  1. Born to be a larve (Juli 2004 bis Juli 2005), 2008
  2. Le petit théâtre de la rue (Juli 2005 bis Juli 2006), 2009
  3. La viande, c'est la force (Juli 2006 bis Juli 2007), 2009
  4. Songe est Mensonge (Juli 2007 bis Juli 2008), 2010
  5. Quelques minutes avant la fin du monde (Juli 2008 bis Juli 2009), 2011
  6. Debout mes globules (Juli 2009 bis Juli 2010), 2011
  7. Formicapunk, 2012
  8. Les 24 heures, 2013
  9. Peu d’or et moult gueule, 2014
  10. Le Pixel quantique, 2016
- La page blanche, mit Pénélope Bagieu, Verlag: Delcourt, 2012